# Francisco Morales Lomas
Francisco Morales Lomas (Campillo de Arenas, Jaén, 26 de julio de 1960) es un poeta, narrador, dramaturgo, ensayista, columnista y crítico literario español perteneciente a la Generación de la Transición. Su poesía ha sido definida como fiel representante del Humanismo solidario. Su teatro pertenece a la corriente literaria llamada Canibalismo dramático que se define como comida social y conciencia de la realidad. 

## Biografía
Académico correspondiente de la Academia de Buenas Letras de Granada, de la Real Academia de Ciencias, Bellas Letras y Nobles Artes de Córdoba, de la Academia Hispanoamericana de Buenas Letras, de la Academia de las Artes Escénicas de España, de la Real Academia de Nobles Artes de Antequera y de la Academia de Artes Escénicas de Andalucía de la que es también académico-fundador. Presidente de la Asociación Andaluza de Escritores y Críticos Literarios desde 2006 hasta 2022 y actual presidente de honor, así como presidente del jurado que concede el Premio Andalucía de la Crítica, presidente de la Asociación Internacional Humanismo Solidario, vicepresidente de la Asociación Colegial de Escritores de España en Andalucía, y vicepresidente de la Asociación Andaluza de Dramaturgos, Investigadores y Críticos Teatrales. Consejero de la Asociación Andaluza-Marroquí Foro Ibn Rushd, miembro del equipo de gobierno del Ateneo de Málaga desde 2006 hasta la actualidad y vocal de narrativa y ensayo.
Catedrático de Lengua Castellana y Literatura de Bachillerato y Profesor Titular de la Universidad de Málaga. Doctor en Filología Hispánica con una tesis que obtuvo la calificación de sobresaliente cum laude por unanimidad en torno a la poesía de Valle-inclán de más de mil páginas. 
Licenciado en Derecho y licenciado en Filosofía y Letras. Es miembro de la Association Internationale Critiques Litteraires y de la Asociación Española de Críticos Literarios, habiendo participado en varias ocasiones del jurado del Premio Nacional de la Crítica.
Forma parte del Grupo de Investigación 159 HUM de la Junta de Andalucía sobre "Recuperación del Patrimonio Literario Andaluz".  Entre otros, ha sido presidente del Jurado del I, II y III Premio Andalucía de la Crítica de Teatro (Granada), presidente del Jurado del Premio de Escritores Noveles que concede la Junta de Andalucía, presidente del Premio Internacional relato corto “Encarna León” (Melilla)... y jurado del Premio de Poesía de la Universidad de Málaga, jurado del Premio Internacional de Teatro Rafael Guerrero (Chiclana-Cádiz), del Premio Internacional de Poesía Ciudad de Melilla, así como de otros premios y concursos como el Premio de narrativa Vicente Blasco Ibáñez (Valencia), el premio Alfons el Magnànim (Valencia) y el Premio Andalucía de Fondón (Almería)... Ha sido traducido a varios idiomas y ha sido profesor visitante de centros educativos de México, Francia y Polonia. Es especialista en Valle-Inclán sobre el que realizó la tesis doctoral y en Francisco Umbral sobre el que realizó su tesis de licenciatura, así como en literatura actual.
Ha sido incluido, entre otros, en La Enciclopedia de Andalucía y en la Biblioteca Virtual Miguel de Cervantes y en diversos estudios de literatura contemporánea; los más recientes: Humanismo solidario. Poesía y compromiso en la sociedad contemporánea (Editorial Visor) de Remedios Sánchez y Marina Bianchi, Con&versos (Antología de poetas del siglo XXI) (Editorial Isla de Siltolá) de A. Moreno Ayora, Ed. Isla de Siltolá, Sevilla, 2014; "Todo es poesía en Granada. Panorama poético (2000-2015)" de José Martín de Vayas, Esdrújula Ediciones, Granada, 2015; 70 menos uno. Antología Emocional de poetas andaluces de Antonio Enrique, El Toro Celeste, Málaga, 2015; Cervantes tiene quien le escriba de VV. AA., Ediciones Traspiés, Granada, 2016; Feria Internacional del Libro de Guadalajara. Andalucía. Paisajes y palabras. Guía de Autores, Junta de Andalucía-Consejería de Cultura, Sevilla/Guadalajara, México, 2006; Andalucía, espacio natural. Literatura y Arte de VV.AA., Ed. Consejería de Medio Ambiente de la Junta de Andalucía; Literatura en Andalucía. Narradores del siglo XX, de VV.AA., Ed. Consejería de Educación y Ciencia; Treinta poetas andaluces actuales, de A. García Velasco, Ed. Aljaima; Poesía española (1975-2001), de Alberto Torés, Ed. Aljaima; 21 de últimas. Conversaciones con poetas andaluces de Rafael Vargas, Ed. Huebra; Poesía viva de Andalucía (Ed. de Raúl Bañuelos, José Brú y Dante Medina y Ramsés Figueroa), Universidad de Guadalajara, México, 2006; Objetivo: La Palabra de Pepe Ponce (Fotografías y textos de autores malagueños), Universidad de Málaga, Málaga, 2005…
Estudió bachillerato en el Seminario Menor Padre Manjón de Granada. Con nueve años realizó el examen de ingreso en el Instituto Padre Suárez de Granada y con quince años comenzó a trabajar como ayudante de albañil, después como camarero,  y más tarde en la emigración en Francia, con diecinueve años, y como profesor particular de personas con dificultades y riesgo de exclusión social en las Hermanitas de los Pobres de Granada. Los estudios universitarios de Filología Hispánica los finalizó con veintiún años, en Granada, en el mismo período que Justo Navarro, Antonio Enrique, Javier Egea, Luis García Montero, Manuel Gahete, Fernando de Villena y José Lupiáñez, siendo alumno de profesores tan conocidos como Juan Carlos Rodríguez Gómez, Emilio Orozco Díaz y Gregorio Salvador, vicepresidente de la Real Academia Española desde 1999 a 2007. Se licenció con veintiùn años y un año después obtiene la oposición y el título para ejercer como profesor de literatura española. 
En Granada residió hasta los veintitrés años y, tras cinco años en Barcelona, donde fue miembro del grupo Azor (presidido por el poeta Jurado Morales), en Málaga donde reside actualmente. En esta ciudad se licenciará en Derecho y entrará en el activismo político en partidos y sindicatos de izquierda, formando parte de la comisión política de IU-CA en Málaga y desarrollando durante un tiempo labores sindicales.  
Más tarde hará el doctorado con una tesis sobre la poesía de Valle-Inclán. Formará parte del Grupo Canente que llevará a cabo la edición de la revista literaria del mismo nombre y la edición de sus libros, en donde publicará su obra Azalea y más tarde del Grupo Málaga de poesía. 
A partir de entonces su labor se extiende por toda Andalucía y es elegido por sus compañeros presidente de la Asociación Andaluza de Escritores y Críticos Literarios en 2006. En los años venideros será elegido sucesivamente presidente de la Asociación Internacional Humanismo Solidario y vicepresidente de la Asociación Colegial de Escritores (Andalucía). 
En octubre de 2014 fue elegido académico de la Academia de Buenas Letras de Granada  y el 9 de febrero de 2015 dio su discurso de entrada con el título "La lírica conmovedora de Francisco García Lorca", siendo director el catedrático Antonio Chicharro Chamorro, y con un discurso de contestación del escritor Fernando de Villena. Poco después también entra en la Academia de las Artes Escénicas de España, que reconoce así su labor como dramaturgo y creador de Caníbal Teatro. El día 3 de mayo de 2018, en reunión de la Real Academia de Córdoba es nombrado nuevo académico correspondiente por Málaga. Su discurso de entrada se pronunció el día 23 de mayo de 2019 con el título "El humanismo vital en la lírica de Juan Bernier, siendo recibido por su director José Cosano Moyano y el escritor y vicedirector Manuel Gahete. Desde entonces formará parte del consejo de redacción de la revista El maquinista de la Generación del Centro Cultural Generación del 27. Como columnista ha escrito en diversos medios: Diario Sur, La Opinión, Ideal de Granada, Diario Málaga, Diario Córdoba, Diario Siglo XXI, Wadi-as  y Diario La Torre. Algunas referencias a su obra se encuentran también en Dialnet.

## Reconocimientos
- Premio del Festival Internacional de Poesía de Plovdiv (Bulgaria) 2024.
- Finalista del Premio Nacional de Literatura (Ensayo) en 2006 con su obra Narrativa andaluza fin de siglo.
- Finalista en los años 1998, 1999 y 2002 del Premio de la Crítica con Aniversario de la Palabra, Tentación del aire y Balada del Motlawa; y del Premio Andalucía de la Crítica en 1998.
- Premio a la Trayectoria Literaria del Excmo. Ayuntamiento de Campillo de Arenas (Jaén) (2021).
- Premio Rosalía de Castro de poesía (2019).
- Premio Joaquín Guichot de la Consejería de Educación.
- Premio de Periodismo del Ministerio de Economía.
- Premio Doña Mencia de Salcedo de teatro 2002 por la obra Un okupa en tu corazón.
- Primer Accésit del Premio Internacional de teatro José Moreno Arenas 2011 por la obra El encuentro.
- Premio Internacional de teatro José Moreno Arenas 2013 por la obra El desahucio.
- Escritor invitado por la Feria Internacional del Libro de Guadalajara (México) en 2006 con motivo de la "Invitación de Honor de Andalucía" e incluido en la Guía de Autores publicado por La Junta de Andalucía[15]

## Obra

### Novelas
- Candiota, Editorial Sarriá, Málaga, 2003.[16]
- La larga marcha, Editorial Arguval, Málaga, 2004.
- El extraño vuelo de Ana Recuerda, Editorial Alhulia, Granada, 2007.[17]
- Bajo el signo de los dioses,(1ª de la Trilogía "Imperio del sol"), Alcalá Grupo Editorial, 2013.
- Cautivo,(2ª de la Trilogía "Imperio del sol"), Editorial Nazarí, Granada, 2014.[18]
- Puerta Carmona, (3ª de la Trilogía "Imperio del sol"), Editorial Quadrivium, Girona, 2016.
- Las edades del viento, (1ª novela de la tetralogía "Un siglo llamado invierno"), Ediciones Dauro, Granada, 2020.

### Libros Relatos
- El sudario de las estrellas, Ed. Corona del Sur, Málaga,1999.[19]
- Juegos de goma, Colección Kylix, Ed. Libros Encasa, Málaga, 2002.
- Tesis de mi abuela y otras historias del Sur, Editorial Aljaima, Málaga, 2009.
- El viento entre los lirios, Ediciones En Huida, Sevilla, 2019.[20]
- El ojo del huracán. Relatos completos (1979-2021), Ediciones Carena, Barcelona, 2021.
- El hombre sin sonrisa en El ojo del huracán, Ediciones Carena, Barcelona, 2021.
- Relatos (1979-1981), en El ojo del hurcán, Ediciones Carena, Barcelona, 2021.

### Relatos en obras colectivas
- Un intruso en el cielo (relato) en Andalucía, naturaleza y arte, Consejería de Medio Ambiente de la Junta de Andalucía, 2005.
- El regreso en Historias republicanas (relato), Prólogo de Rosa Regás, Liberman Grupo Editorial, Jaén, 2006.
- El laberinto de la esperanza (relato) en El tam tam de las nubes, Colección El Defensor de Granada, Caja Granada, 2008.
- La abuela (relato) en Papel-Literario Revista Digital de Literatura y Crítica Literaria, núms. 80 y 81, agosto de 2004.
- Alemania (relato), en Papel-Literario Revista Digital de Literatura y Crítica Literaria, núm. 132, agosto 2005.
- Habitación 309 (relato), en Don de Vida (Relatos sobre trasplantes), Col. Literaria, CajaSur, Córdoba, 2010, pp. 77-83.
- El secreto del agua (relato), Gibralfaro, revista de la Universidad de Málaga, número 79, enero-marzo 2013.
- Comenzar el futuro (relato) en Cuentos engranados (Coords. Carolina Molina y Jesús Cano), Editorial Transbooks, 2013.
- En algún lugar del corazón (relato) publicado en Cervantes tiene quien le escriba, Ediciones Traspiés, Granada, 2016.

### Poesía
- Veinte poemas andaluces, Ediciones Cla, Bilbao, 1981.
- Basura del corazón, Ediciones Rondas, Barcelona, 1985.
- Azalea, Canente, Málaga, 1991.
- Senara, Colección Doralice, Ediciones Antonio Ubago, Granada, 1996.
- Aniversario de la palabra, Diputación Provincial, Jaén, 1998. (Finalista del Premio de la Crítica y del Premio Andalucía de la Crítica)[21]
- Tentación del aire, Diputación Provincial, Colección Puerta del Mar, Málaga, 1999. (Finalista del Premio de la Crítica)
- Balada del Motlawa, Cuadernos de Sandua, CajaSur, Córdoba, 2001. (Finalista del Premio de la Crítica)
- Salumbre, Colección Azul y Tierra, Ed. Corona del Sur, Málaga, 2002.[22]
- La isla de los feacios, Colección Agua de Mar, Ed. Corona del Sur, Málaga 2002.
- Eternidad sin nombre, en Tránsito, Instituto de Estudios Giennenses, Diputación de Jaén, 2005.
- Tránsito (1981-2003). Antología. Estudio crítico de Alberto Torés, Instituto de Estudios Giennenses, Diputación de Jaén, 2005.[23]
- Noche oscura del cuerpo, Col. Ancha del Carmen, Ayuntamiento de Málaga, 2006.
- El agua entre las manos, Aula de Literatura José Cadalso, Fundación Municipal de Cultura ‘Luis Ortega Brú’, San Roque, 2006.
- La última lluvia, Ediciones Carena, Barcelona, 2009.
- Elogio de la rutina, (Antología) Ayuntamiento de Roquetas de Mar, Almería, 2010.
- Puerta del mundo, Ediciones En Huida, Sevilla, 2012[24]
- El espejo vacío, Casa de Galicia-Diputación, Córdoba, 2019. Primer Premio Rosalía de Castro de Poesía.
- La paradoja del caminante. Poesía reunida 1981-2021, Diputación de Jaén, 2022, 806 págs. Contiene las diecisiete obras publicadas hasta ahora.
- La noche en que velaron la música, Diputación de Jaén, 2022.
- Surcos en la almohada, Diputación de Jaén, 2022.
- Perdonen que no me levante, Diputación de Jaén, 2022.
- El año del cielo, Diputación de Jaén, 2022.

### Teatro
- El lagarto, Alhucema, Granada, 2001. [ISSN 1139-9139]
- Un okupa en tu corazón, Alhucema, Granada,  2003.[ISSN 1139-9139]
- La yaya de Mauritania, EntreRíos, Granada,  2005.[ISSN 1699-3047]
- El urólogo, Alhucema, Granada, 2007. [ISSN 1139-9139]
- El caníbal, Alhucema, Granada, 2009. [ISSN 1139-9139]
- Caníbal teatro (14 obras de teatro breve), Ed. Fundamentos, Madrid, 2009. Las obras recogidas en esta recopilación, además de las publicadas con anterioridad a esta fecha, las siguientes:
- El fumador divino, Ed. Fundamentos, Madrid, 2009.
- Cosas de familia, Ed. Fundamentos, Madrid, 2009.
- El accidente, Ed. Fundamentos, Madrid, 2009.
- El banco espiritual, Ed. Fundamentos, Madrid, 2009.
- El butanero, Ed. Fundamentos, Madrid, 2009.
- El muerto, Ed. Fundamentos, Madrid, 2009.
- Los ídolos, Ed. Fundamentos, Madrid, 2009.
- La meditación, Ed. Fundamentos, Madrid, 2009.
- El parnaso, Ed. Fundamentos, Madrid, 2009.
- El encuentro (en III Certamen de teatro Dramaturgo José Moreno Arenas), Ediciones Carena, Barcelona, 2012. Estudio inicial de Juan José Montijano Ruiz, profesor de la Universidad de Granada.
- El desahucio (V Premio de teatro Dramaturgo José Moreno Arenas), Ediciones Carena, Barcelona, 2014.Estudio inicial de Emilio Ballesteros, escritor y director de la revista Alhucema.
- 'Teatro Caníbal Completo. Volumen I (2 piezas extensa), Ed. Carena, Barcelona, 2014. Las obras recogidas en esta recopilación, además de las publicadas con anterioridad a esta fecha, son las siguientes:
- Vaffanculo, Ediciones Carena, Barcelona, 2014.
- Los monstruos de la razón, Ediciones Carena, Barcelona, 2014.
- 'Teatro Caníbal Completo. Volumen II (3 piezas extensa y una breve), Ed. Carena, Barcelona, 2015. Las obras recogidas en esta recopilación, además de las publicadas con anterioridad a esta fecha, son las siguientes:
- Los ídolos, Ediciones Carena, Barcelona, 2015.
- El hombre de hierro, Ediciones Carena, Barcelona, 2015.
- El buen salvaje y su prima de Verona, Ediciones Carena, Barcelona, 2015.
- Cumpleaños feliz, papá, Ediciones Carena, Barcelona, 2015.
- Teatro Caníbal Completo. Volumen III". (11 piezas de teatro breve), Ediciones Carena, Barcelona, 2017.Las obras recogidas en esta recopilación son:
- La farmacopea, Ediciones Carena, Barcelona, 2017.
- El encuentro,Ediciones Carena, Barcelona, 2017.
- El pordiosero,Ediciones Carena, Barcelona, 2017.
- El poeta caníbal,Ediciones Carena, Barcelona, 2017.
- El hombre de color,Ediciones Carena, Barcelona, 2017.
- El descubrimiento,Ediciones Carena, Barcelona, 2017.
- El ascensor y la cabra,Ediciones Carena, Barcelona, 2017.
- El mecánico, Ediciones Carena, Barcelona, 2017.
- La prima, Ediciones Carena, Barcelona, 2017.
- Los inmigrantes, Ediciones Carena, Barcelona, 2017.
- La casa, Ediciones Carena, Barcelona, 2017.
- Teatro Caníbal Completo. Volumen IV,Ediciones Carena, Barcelona, 2018 (11 piezas de teatro).Las obras recogidas en esta recopilación son:
- El alumno,Ediciones Carena, Barcelona, 2018.
- El desahucio,Ediciones Carena, Barcelona, 2018.
- La crisis,Ediciones Carena, Barcelona, 2018.
- La bella y el bestia , Ediciones Carena, Barcelona, 2018.
- El diálogo, Ediciones Carena, Barcelona, 2018*
- El Rocío, Ediciones Carena, Barcelona, 2018.
- El robot, Ediciones Carena, Barcelona, 2018.
- La luz, Ediciones Carena, Barcelona, 2018.
- El general ha muerto, ¡viva el general!, Ediciones Carena, Barcelona, 2018.
- Leones, Ediciones Carena, Barcelona, 2018.
- El ciego, Ediciones Carena, Barcelona, 2018.
- Teatro Caníbal Completo. Volumen V, Ediciones Carena, Barcelona 2019. (8 piezas de teatro). Las obras recogidas en esta compilación son:
- Los muñecos, Ediciones Carena, Barcelona, 2019.
- El portero , Ediciones Carena, Barcelona, 2019.
- El médico, Ediciones Carena, Barcelona, 2019.
- El asegurador , Ediciones Carena, Barcelona, 2019.
- La yaya, Ediciones Carena, Barcelona 2019.
- La edad del mono y eros, Ediciones Carena, Barcelona, 2019.
- Dos hombres y un destino, Ediciones Carena, Barcelona, 2019.
- El recital, Ediciones Carena, Barcelona, 2019.
- La calle, en Teatro para una crisis, Junta de Andalucía-Consejería de Cultura y Patrimonio, Sevilla, 2020.
- El covid y otros canibalismos, Mirto Academia. Academia de Buenas Letras de Granada, Ed. Alhulia, 2022. Contiene seis obras de teatro: Habitación 309, La mascarilla, La mujer que leía caníbal teatro, Dos ven mejor que uno, El muerto y El ángel custodio.
- Teatro Caníbal Completo. Volumen VI, Ediciones Carena, Barcelona 2023. (11 piezas de teatro). Con un estudio inicial del catedrático de la UNED, Francisco Gutiérrez Carbajo. Las obras recogidas en esta compilación son:
- La plaza de la caníbal, Ediciones Carena, Barcelona, 2023.
- Boca a boca, Ediciones Carena, Barcelona, 2023.
- Juegos caníbales, Ediciones Carena, Barcelona, 2023.
- La familia, Ediciones Carena, Barcelona, 2023.
- El hospital, Ediciones Carena, Barcelona, 2023.
- El banco espiritual, Ediciones Carena, Barcelona, 2023.
- La visita, Ediciones Carena, Barcelona, 2023.
- Prohibido fumar, Ediciones Carena, Barcelona, 2023.
- El lagarto, Ediciones Carena, Barcelona, 2023.
- La funeraria, Ediciones Carena, Barcelona, 2023.
- Relajación, Ediciones Carena, Barcelona, 2023.
- Teatro Caníbal Completo. Volumen VII, Ediciones Carena, Barcelona, 2024. (12 piezas de teatro). Con un estudio inicial del dramaturgo Rafael Ruiz Pleguezuelos.

### Ensayo y Crítica literaria

#### Libros
- Poesía andaluza en libertad. Una aproximación antológica a los poetas andaluces del último cuarto de siglo, Editorial Corona del Sur, Málaga, 2001. (Obra realizada en colaboración).
- Literatura en Andalucía. Narradores del siglo XX. Prólogo de José María Vaz de Soto. (En colaboración), Consejería de Educación de la Junta de Andalucía-Delegación Provincial de Educación, Málaga, 2001.
- Bajel navegando por la literatura andaluza actual (en colaboración), Consejería de Educación de la Junta de Andalucía, Sevilla, 2002 (Premio Joaquín Guichot de Investigación).
- La búsqueda del yo en la lírica de Rafael Alcalá., Editorial Corona del Sur, Málaga, 1998.
- Poesía del siglo XX en Andalucía. Del Modernismo a Cántico, Prólogo de Leopoldo de Luis, Ed. Aljaima, Málaga, 2004.
- Narrativa española contemporánea, Centro de Ediciones de la Diputación, Málaga, 2002.
- Narrativa andaluza fin de siglo (1975-2002), Ed. Aljaima, Málaga, 2005. (Finalista Premio Nacional de Literatura. Ensayo).
- La lírica de Valle-Inclán. Sistema rítmico y aspectos temático-simbólicos, Servicio de Publicaciones de la Universidad, Málaga, 2005.
- Travesías de la lírica española, Centro de Ediciones de la Diputación, Málaga, 2005.
- Periodismo y literatura en Málaga, Unicaja, Málaga, 2006.
- Antología de poemas en homenaje a la República (en colaboración), Centro de Ediciones de la Diputación, Málaga, 2006.
- Poesía y esperpento en Valle-Inclán. La pipa de kif, Ed. Alhulia, Granada, 2007.
- Entre el XX y el XXI. Antología poética andaluza. Volumen I, Ediciones Carena, Barcelona, 2007.
- Entre el XX y el XXI. Antología poética andaluza. Volumen II, Ediciones Carena, Barcelona, 2009.
- Claves del andaluz, Ed. Aljaima, Málaga, 2008.
- Compromiso y fantasía. La narrativa de Antonio Martínez Menchén.Instituto de Estudios Giennenses, Jaén, 2008.
- Invitación a la libertad. La lírica de Manuel Altolaguirre. Servicio de Publicaciones Universidad de Málaga, 2009.
- Humanismo, metafísica e incertidumbre en la lírica cósmica de Rafael Guillén en Ser un instante de Rafael Guillén (Antología poética 1956-2010).(Edición, selección y estudio crítico de Morales Lomas). Colección Clásicos Contemporáneos de Poesía. Fundación Unicaja, 2011.
- Jorge Luis Borges, la infamia como sinfonía estética, Ediciones Carena, Barcelona, 2011.
- Ángel García López, poeta del lenguaje (Edición y estudio crítico) de Escribir en lo escrito (Antología poética 1963-2010) de Ángel García López, Ayuntamiento de Ávila, Col. Castillo Interior, 2011.
- Sociología de la literatura infantil y juvenil (en colaboración con L. Morales Pérez), Editorial Zumaya, Granada, 2011. 554 páginas.
- Narradores en el umbral. Ensayos de narrativa contemporánea, Editorial Ánfora Nova, Serie Ensayo 14, Rute (Córdoba), 2012.(Incluye, entre otros, estudios de José Saramago, Miguel Delibes, Andrés Sorel, Antonio Muñoz Molina, Luis Mateo Díez...).
- Poesía viva. Ensayos de poesía española, Fundación Unicaja, Málaga, 2013. 414 páginas. (Incluye, entre otros, estudios de Cervantes, Manuel Alcántara, Manuel Altolaguirre, Pablo García Baena, Félix Grande, Antonio Carvajal, Luis García Montero...).
- Veinte años de literatura en Andalucía (1994-2014). Los premios Andalucía de la Crítica (en colaboración con Manuel Gahete), Ediciones Carena, Barcelona, 2014. 286 páginas (Incluye estudios de buen número de ensayistas sobre los ganadores en los últimos 20 años de los premios de la crítica en Andalucía:  María Victoria Atencia,  Pablo García Baena,  Fernando de Villena,  Antonio Soler,  Isaac Rosa,  Salvador Compán,  Luis García Montero..)
- La lírica conmovedora de Francisco García Lorca (Discurso de entrada en la Academia de Buenas Letras de Granada), Academia de Buenas Letras de Granada, 2015.
- Poetas del ´60 (Una promoción entre paréntesis) (en colaboración con Alberto Torés), Editorial El Toro Celeste, Málaga), 2015, 592 páginas. Incluye un estudio de trescientas páginas (y antología) de los siguientes poetas: Manuel Vázquez Montalbán,  José Miguel Ullán,  Francisca Aguirre,  Antonio Hernández,  Félix Grande,  Ángel García López, Jesús Hilario Tundidor, Manuel Ríos Ruiz, Rafael Soto Vergés, Rafael Ballesteros,  Rafael Pérez Estrada, Diego Jesús Jiménez, Joaquín Benito de Lucas y Carlos Álvarez
- Poética machadiana en tiempos convulsos. Antonio Machado durante la República y la Guerra Civil. Editorial Comares, Granada, 2017. 400 páginas[25]
- Ser y tiempo. Antología poética de Emilio Prados. Estudio, edición y selección de F. Morales Lomas, Edita Fundación Málaga. Número 24 de la Colección Cuatro Estaciones, Málaga, 380 páginas[26]
- La poesía de Vicente Aleixandre. Cuarenta años después del Nobel. En colaboración con Remedios Sánchez. Editorial Marcial Pons, Madrid, 2017. 226 págs.
- El hilo de Ariadna. Literatura y críticas contemporáneas. Servicio de Publicaciones de la Fundación Unicaja, Málaga, 2018, 700 páginas.
- La poesía de Pablo García Baena . (En colaboración con Remedios Sánchez), Editorial Comares, Granada, 2018.
- Modelos infames, magia y adoctrinamiento. Estudios de literatura infantil y juvenil. Anthropos Editorial, Barcelona, 2019.
- Estudios sobre la poética y la narrativa de Rafael Ballesteros (coautor con Julio Neira y Rosa Romojaro). Editorial E.D.A., Benalmádena, 2020.
- Esencia y retórica del poder en la dramaturgia de Carmen Resino y José Moreno Arenas . (Edición). Salobreña-Granada: Editorial Alhulia, 2020, 438 páginas.
- Antonio Machado. Palabra en el tiempo. Estudio, edición y selección. Granada: Ediciones Poéticas, 2020, 210 págs.
- Dramaturgos entre dos milenios. Barcelona, Editorial Anthropos, 2020, 304 págs.
- La narrativa elocuente de Antonio Muñoz Molina. (Ed.) Bruselas, Ed. Peter Lang, 2021, 248 págs.
- Emilio Prados. Antología poética. Málaga, Colección Palabras del Paraíso. Ediciones Digitales, número 1, Fundación Málaga y Fundación El Pimpi, Diario Sur de Málaga, 2022.
- Historia de la literatura española durante la democracia 1975-2020. Barcelona, Ediciones Carena, 2022, 764 págs.
- Antonio García Velasco. Ícaro en tus ojos (Antología poética) (Edición y estudio crítico). Málaga, Ediciones Algorfa-Ateneo de Málaga, 2023.
- Cincuenta años de poesía en Andalucía (1970-2022) (Edición) (En Colaboración). Granada, Ed. Comares, 2023.